# Frédéric Biancalani
Frédéric Biancalani (* 21. Juli 1974 in Villerupt) ist ein ehemaliger französischer Fußballspieler. Derzeit steht der Abwehrspieler beim Zweitligisten Stade Reims unter Vertrag. In der Saison 2001/02 war der 182 cm große Linksfuß an den damaligen Zweitligisten FC Walsall in England ausgeliehen. Mit der AS Nancy wurde Biancalani 2006 Sieger des französischen Ligapokals, der Coupe de la Ligue.